# Hvarf / Heim
Hvarf / Heim est un double EP du groupe islandais Sigur Rós sorti en double CD et en téléchargement le 5 novembre 2007 dans le monde, soit le même jour que leur live documentaire Heima. Chaque volet à sa propre pochette pour le représenter, ce sont des photos polaroid à sténopé.
D'autres éditions sortent les années suivantes, un simple CD en 2008 en Europe reprenant Hvarf et Heim sur le même disque et un double vinyle le 21 avril 2012 pour le Record Store Day en Amérique du Nord.
Le premier volet, Hvarf, signifiant "disparu", est composé de cinq enregistrements studio de titres rares jamais sortis auparavant et de réorchestrations de titres déjà sortis. La couverture le représentant est une photo d'une photo des micros attendant que le groupe arrive pour jouer sous une pluie fine.
Le second volet, Heim, signifiant "maison", est composé de six titres joués live en version acoustique. La couverture le représentant est une photo à 7 minutes d'exposition de l'intérieur du café Gamla Borg à Borg en Islande où Sigur Rós a joué avec Amiina en acoustique pour leurs amis et leurs familles le 22 avril 2007.

## Liste des titres
| Hvarf (Disparu) | Hvarf (Disparu)                        | Hvarf (Disparu)                                                     | Hvarf (Disparu) | Hvarf (Disparu) | Hvarf (Disparu) | Hvarf (Disparu) | Hvarf (Disparu) | Hvarf (Disparu) | Hvarf (Disparu) |
| No              | Titre                                  | Origine                                                             | Durée           |                 |                 |                 |                 |                 |                 |
| --------------- | -------------------------------------- | ------------------------------------------------------------------- | --------------- | --------------- | --------------- | --------------- | --------------- | --------------- | --------------- |
| 1.              | Salka (nom de la belle-fille de Georg) | jamais sorti avant                                                  | 6:11            |                 |                 |                 |                 |                 |                 |
| 2.              | Hljómalind                             | connu comme "Rokklagið" ("La chanson rock"), jamais sorti avant     | 4:58            |                 |                 |                 |                 |                 |                 |
| 3.              | Í Gær (Hier)                           | connu comme "Lagið Í Gær" ("La chanson d'hier"), jamais sorti avant | 6:28            |                 |                 |                 |                 |                 |                 |
| 4.              | Von (Espoir)                           | nouvelle version, version originale sur Von                         | 9:17            |                 |                 |                 |                 |                 |                 |
| 5.              | Hafsól (Soleil marin)                  | même version que sur Hoppípolla, version originale sur Von          | 9:50            |                 |                 |                 |                 |                 |                 |
| 36:45           |                                        |                                                                     |                 |                 |                 |                 |                 |                 |                 |

| Heim (Maison) | Heim (Maison)                                   | Heim (Maison)                       | Heim (Maison) | Heim (Maison) | Heim (Maison) | Heim (Maison) | Heim (Maison) | Heim (Maison) | Heim (Maison) |
| No            | Titre                                           | Origine                             | Durée         |               |               |               |               |               |               |
| ------------- | ----------------------------------------------- | ----------------------------------- | ------------- | ------------- | ------------- | ------------- | ------------- | ------------- | ------------- |
| 1.            | Samskeyti (Lien)                                | version originale sur ( )           | 5:23          |               |               |               |               |               |               |
| 2.            | Starálfur (Elfe Dévisageant)                    | version originale sur Ágætis byrjun | 5:30          |               |               |               |               |               |               |
| 3.            | Untitled #1 (Vaka) (Le nom de la fille de Orri) | version originale sur ( )           | 5:21          |               |               |               |               |               |               |
| 4.            | Ágætis byrjun (Un bon début)                    | version originale sur Ágætis byrjun | 6:38          |               |               |               |               |               |               |
| 5.            | Heysátan (La botte de foin)                     | version originale sur Takk...       | 4:45          |               |               |               |               |               |               |
| 6.            | Von (Espoir)                                    | version originale sur Von           | 8:14          |               |               |               |               |               |               |
| 35:51         |                                                 |                                     |               |               |               |               |               |               |               |

Total: 72:36

## Supports
- Double CD le 5 novembre 2007 dans le monde
- Téléchargement le 5 novembre 2007 dans le monde
- Simple CD en 2008 en Europe
- Double vinyle vert clair transparent 150 g le 21 avril 2012 pour le Record Store Day en Amérique du Nord, limité à 1250 exemplaires
- Double vinyle vert transparent et bleu transparent 180 g le 21 avril 2013 pour le Record Store Day en Europe

## Crédits
- Jón Þór Birgisson – chanteur, guitare
- Kjartan Sveinsson – clavier
- Georg Hólm – basse
- Orri Páll Dýrason – batterie

## Single

### Hljómalind
Hljómalind fut le seul single sorti afin de promouvoir le double EP. Un vinyle 7" sorti le 29 octobre 2007.
| A1. | Hljómalind                  | extrait de Hvarf | 4:56 |
| B1. | Starálfur (live acoustique) | extrait de Heim  | 5:28 |